# P.J. Dozier

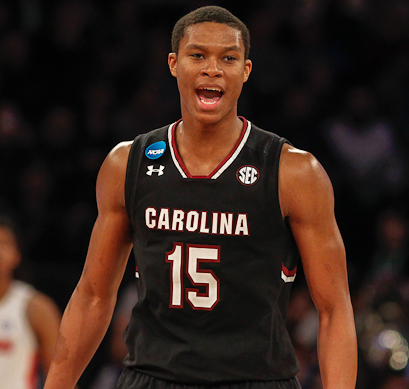
P.J. Dozier, 2017.

Perry "P.J." Dozier Jr., född 25 oktober 1996 i Columbia i South Carolina, är en amerikansk professionell basketspelare (PG/SG/SF) som spelar för Minnesota Timberwolves i National Basketball Association (NBA). Han har tidigare spelat för Oklahoma City Thunder, Boston Celtics, Denver Nuggets och Sacramento Kings. Dozier har också spelat för KK Partizan i Serbien.
Dozier blev aldrig NBA-draftad.
Innan han blev proffs studerade Dozier vid University of South Carolina och spelade för deras idrottsförening South Carolina Gamecocks.
Han är brorson till Terry Dozier och var kusin till Reggie Lewis.